# Wölfelova vila
Wölfelova vila či Weinmannova vila (německy: Villa Wölfel) je vila v Ústí nad Labem z roku 1895. Nachází se v ulici Čajkovského (dříve Elbestrasse, poté Humboldova). Vila je dlouhodobě zanedbaná v havarijním stavu.

## Historie
Vilu si nechal postavit ředitel Spolku pro chemickou a hutní výrobu Alexander von Wölfel (1840–1899) v ulici Elbestrasse, která se později jmenovala Humboldova a nyní Čajkovského. Wölfel po čtyřech letech od dokončení vily zemřel. Po jeho smrti se vila stala domovem rodiny uhelného magnáta Hanse Weinmanna. Ten nechal vilu v roce 1926 přestavět. Následně si však nechal pro sebe a rodinu postavit vilu v Churchillově ulici, kam se společně s rodinou, po jejím dokončení v roce 1930, přestěhoval. Na konci roku 1938 Weinmannovi emigrovali do Spojených států. Obě vily zkonfiskovali nacisté. Po skončení války byl všechen majetek zkonfiskován bez náhrady jako majetek německých občanů. Vila byla přestavěna na činžovní dům se sedmi byty. Později ji získal podnik Spolchemie. V 70. letech zde bylo zřízeno školící středisko Pozemní stavby a vila prošla kompletní rekonstrukcí včetně statického zajištění.
Po roce 1989 byla prodána v dražbě, kde ji zakoupila Ivana Mihačová z Ústí nad Labem. Na začátku 90. let vila fungovala jako kasíno. Poté se zde střídali nájemci dokud objekt nezůstal prázdný. Od roku 1992 je objekt bez údržby a chátrá.
V prosinci 2017 dostala majitelka vily Ivana Mihačová exekuční příkaz k prodeji. Vilu získal nový majitel Ing. Rudolf Voldřich. Na konci roku 2020 uspořádal majitel společně s dobrovolníky brigádu, při níž se podařilo odstranit odpadky a náletové dřeviny ze zahrady.